# Vanesa Fernández Guerra
Vanesa Fernández Guerra és Directora de ZINEBI-Festival Internacional de Cinema Documental i Curtmetratge de Bilbao. Doctora i professora en Comunicació Audiovisual per la Universitat del País Basc (UPV/EHU). Exerceix com a tutora del Màster de Teoria i Pràctica del Documental Creatiu de la UAB i en el Màster en Art Contemporani, Tecnològic i Performatiu de la Facultat de Belles arts (UPV/EHU). Coordinadora del projecte multidisciplinari Territoris i Fronteres. Research on Documentary Filmmaking. Ha format part del Grup de Recerca MAC (Mutacions Audiovisuals Contemporànies) de la Universitat del País Basc (UPV/ EHU). La seva línia de recerca, llibres i altres publicacions se centren en el cinema documental contemporani. A més, ha pres part en nombroses comissions de valoració de desenvolupament i producció de projectes cinematogràfics i en panells d'experts en Fòrums WIPs (Work in Progress), LABs i sessions de Pitching de diversos festivals internacionals.